# Diego García (futbolista)
Diego García (Buenos Aires, 23 de enero de 1907) fue un futbolista argentino. Se desempeñaba como delantero y su único equipo fue San Lorenzo, de la Primera División de Argentina.

## Trayectoria
Es una de las glorias históricas de San Lorenzo. Con 169 goles en 314 partidos es el segundo máximo goleador en la historia del club. Fue goleador, formando una recordada dupla de ataque con el puntero izquierdo Arturo Arrieta, del equipo estuvo 47 partidos invictos, 20 meses sin conocer la derrota, desde el 18 de abril de 1926 hasta el 31 de diciembre de 1927. Ese plantel finalmente conseguiría el primer título oficial del club en el campeonato amateur de Primera División 1927, luego de ganar sus últimos 5 partidos del torneo y descontarle 9 puntos a Boca Juniors, que había cerrado su participación con anterioridad. En 1931 marcó el primer gol en el Profesionalismo. Fue campeón y anotó 22 goles en el torneo de Primera División 1933, entre los que se encuentra el del título, en la última fecha, ante Chacarita. Continuó jugando hasta 1940, siendo figura dentro y fuera de la cancha, ya que protagonizó una recordada publicidad gráfica que rezaba: “La mejor recompensa para mi cuerpo cansado después del esfuerzo muscular, es un cigarrillo Condal”. También fue campeón de la Copa Aldao de 1927 y el torneo de Primera División 1936.
También se destacó como entrenador en el mismo club, dirigiendo junto a Pedro Omar al equipo campeón de 1946, recordado por El Terceto de Oro.
García contaba sobre sí mismo:

Nací el 23 de enero de 1907. Siempre viví en el barrio (Boedo). Uno se aquerencia con el lugar y se hace difícil irse a otro lado. Este sitio es como parte vital de uno mismo. Aquí nací yo y mis siete hermanos, incluso mis hijos. Mi señora vivía al lado de casa, y nos conocimos de purretes. Soy sanlorencista de alma y fui hincha antes que jugador. Mi debut en primera se produjo casi por casualidad. Fue en 1925. Me habían citado para jugar contra Estudiantil Porteño en la cuarta, a la mañana. Yo, la noche anterior había estado en un casamiento de 'rusos' y esas fiestas eran y son interminables. Sin dormir, fui a colocar la bandera de remate con un martillero, con el cual yo colaboraba y me ganaba unos pesos. Terminé con la changuita y llegué corriendo a la cancha. Comencé a cambiarme, cuando un dirigente se me acercó y me preguntó como estaba. Le dije que bien y entonces él me anunció que no tenía que ponerme la ropa porque por la tarde iba a jugar en primera contra Liberal Argentino. Yo no lo podía creer. Y así fue. Tuve un debut con suerte, porque ganamos dos a uno y yo hice dos goles. Como técnico tuve muy lindas satifacciones. Entre ellas la de la temporada de 1946. Ese plantel era una maravilla, en el que jugaban verdaderos superdotados".
Los gauchos de Boedo[cita requerida]

## Clubes
| Club                   | País      | Año       |
| ---------------------- | --------- | --------- |
| San Lorenzo de Almagro | Argentina | 1925-1940 |

## Estadísticas
Datos actualizados al fin de la carrera deportiva.
| San Lorenzo de Almagro Argentina |               |               |     |     |    |   |    |     |      |      |      |
| 1.ª |               |               |     |     |    |   |    |     |      |      |      |
| 1925 AAmF | 1             | 2             | -   | -   | -  | - | 1  | 2   | 2,00 |      |      |
| 1926 AAmF | 4             | 3             | 3   | 2   | -  | - | 7  | 5   | 0,71 |      |      |
| 1927 | 14            | 7             | -   | -   | 1  | 0 | 15 | 7   | 0,46 |      |      |
| 1928 | 32            | 16            | -   | -   | -  | - | 32 | 16  | 0,50 |      |      |
| 1929 | 19            | 6             | -   | -   | -  | - | 6  | 4   | 0,31 |      |      |
| 1930 | 32            | 30            | -   | -   | -  | - | 32 | 30  | 0,93 |      |      |
| 1931 | 34            | 14            | -   | -   | -  | - | 34 | 14  | 0,41 |      |      |
| 1932 | 25            | 10            | 6   | 2   | -  | - | 31 | 12  | 0,38 |      |      |
| 1933 | 32            | 22            | 4   | 0   | -  | - | 36 | 22  | 0,61 |      |      |
| 1934 | 28            | 15            | -   | -   | -  | - | 28 | 15  | 0,53 |      |      |
| 1935 | 25            | 16            | -   | -   | -  | - | 25 | 16  | 0,64 |      |      |
| CH-1936 | 15            | 7             | -   | -   | -  | - | 15 | 7   | 0,46 |      |      |
| CC-1936 | 13            | 7             | -   | -   | -  | - | 13 | 7   | 0,53 |      |      |
| CO-1936 | 1             | 0             | -   | -   | -  | - | 1  | 0   | 0,00 |      |      |
| 1937 | 17            | 7             | -   | -   | -  | - | 17 | 7   | 0,41 |      |      |
| 1938 | 1             | 0             | -   | -   | -  | - | 8  | 0   | 0,00 |      |      |
| 1940 | 7             | 2             | -   | -   | -  | - | 7  | 2   | 0,28 |      |      |
| Total club | Total club    | 300           | 164 | 13  | 4  | 1 | 0  | 314 | 168  | 0,53 |      |
| Total carrera | Total carrera | Total carrera | 300 | 164 | 13 | 4 | 1  | 0   | 314  | 168  | 0,53 |
| (1) Incluye datos de la Copa Competencia, Copa Beccar Varela. (1) Incluye datos de la Copa Aldao. (2) No incluye goles en partidos amistosos. |               |               |     |     |    |   |    |     |      |      |      |

## Títulos

### Como futbolista

#### Campeonatos nacionales
| Título                         | Club                   | País      | Año  |
| ------------------------------ | ---------------------- | --------- | ---- |
| Campeonato de Primera División | San Lorenzo de Almagro | Argentina | 1927 |
| Campeonato de Primera División | San Lorenzo de Almagro | Argentina | 1933 |
| Campeonato de Primera División | San Lorenzo de Almagro | Argentina | 1936 |

#### Campeonatos internacionales
| Título     | Club                   | País    | Año  |
| ---------- | ---------------------- | ------- | ---- |
| Copa Aldao | San Lorenzo de Almagro | Uruguay | 1927 |

### Como entrenador

#### Títulos nacionales
| Título                         | Club        | País      | Año  |
| ------------------------------ | ----------- | --------- | ---- |
| Copa de la República           | San Lorenzo | Argentina | 1943 |
| Campeonato de Primera División | San Lorenzo | Argentina | 1946 |

#### Títulos internacionales
| Título              | Club        | País    | Año  |
| ------------------- | ----------- | ------- | ---- |
| Copa Escobar-Gerona | San Lorenzo | Uruguay | 1941 |